# 277 př. n. l.

## Události
- Kelti usazení na území pevninského Řecka byli poražení v bitvě u Lysimachie.

## Hlavy států
- Seleukovská říše – Antiochos I. Sótér (281 – 261 př. n. l.)
- Egypt – Ptolemaios II. Filadelfos (285 – 246 př. n. l.)
- Bosporská říše – Pairisades II. (284 – 245 př. n. l.)
- Pontus – Mithridates I. (302 – 266 př. n. l.)
- Kappadokie – Ariamnes (280 – 230 př. n. l.)
- Bithýnie – Zipoetes II. (278 – 276 př. n. l.) a Nicomedes I. (278 – 255 př. n. l.)
- Pergamon – Filetairos (282 – 263 př. n. l.)
- Sparta – Areus I. (309 – 265 př. n. l.) a Archidámos IV. (305 – 275 př. n. l.)
- Athény – Democles (278 – 277 př. n. l.) » Euboulus (277 – 276 př. n. l.)
- Makedonie – Sósthenés (279 – 277 př. n. l.) » Antigonos II. Gonatás (277 – 274 př. n. l.)
- Epirus – Pyrrhos (297 – 272 př. n. l.)
- Římská republika – konzulové P. Cornelius Rufinus a C. Iunius Bubulcus Brutus (277 př. n. l.)
- Syrakusy – Sosistratus (280 – 277 př. n. l.) » Pyrrhos (277 – 275 př. n. l.)
- Numidie – Zelalsen (343 – 274 př. n. l.)